# Томашевский, Степан Теодорович
Степа́н Теодо́рович Томаше́вский (укр. Степан Теодорович Томашівський; 9 января 1875, Купновичи, Рудковский уезд (ныне Самборский район) — 21 декабря 1930, Краков) — украинский историк, публицист и политик. Действительный член Научного общества имени Шевченко с 1899 года, а также его председатель в 1913—1915 годах. Автор ряда работ по истории украинской государственности.

## Биография

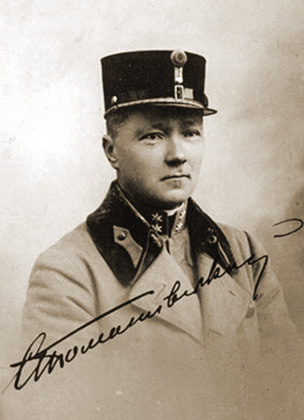
Томашевский в 1915 году

В 1895 году окончил Самборскую гимназию, а в 1900 году — Львовский университет, где в 1912—1914 годах работал доцентом.
В 1914—1918 годах был членом боевой управы легиона Украинских сечевых стрельцов, а в 1919 году — советником делегации ЗУНР на Парижской мирной конференции.
В 1919 году стал организатором Украинского национального комитета в Париже. 19 декабря того же года издал декларацию, в которой объявил себя «представителем и защитником национальных интересов Украины перед политическим миром», заявив, что УНК …уважает полное восстановление Украины в этнографических границах, объединённых с сильной Россией в федерации.
С 1920 года — председатель дипломатической миссии ЗУНР в Лондоне. 14 мая 1920 года Томашевский вместе с Евгением Петрушевичем подал главам союзных государств мемориал о необходимости образования нейтрального независимого западноукраинского государства Галицкая Республика, в состав которого вошли бы Восточная Галичина, Западная Волынь, Холмщина, Подляшье, Надсанье, Закарпатская Русь и Лемковщина.
В 1921—1925 годах жил в Берлине, в 1926 году преподавал во Львове, с 1928 был доцентом истории Украины в Краковском университете.